# Juntoku
Keizer Juntoku (順徳天皇, Juntoku-tennō, 22 oktober 1197 - 7 oktober 1242) was de 84e keizer van Japan, volgens de traditionele opvolgvolgorde. Hij regeerde van 12 december 1210 tot 13 mei 1221.
Juntoku’s persoonlijke naam (imina) was Morinari-shinnō (守成親王).. Hij was de derde zoon van keizer Go-Toba. Zijn moeder was Shigeko (重子). Juntoku had in zijn leven zelf één keizerin en twee hofdames, met wie hij zeven kinderen kreeg.
Juntoku werd in 1200 tot kroonprins benoemd. Hij werd keizer toen Go-Toba de vorige keizer, Tsuchimikado, dwong tot aftreden. Net als bij Tsuchimikado had tijdens Juntoku’s regeerperiode Go-Toba de werkelijke macht als Insei-keizer.
Juntoku hielp Go-Toba bij diens mislukte poging om het Kamakura-shogunaat omver te werken en zo de keizerlijke macht te herstellen. Toen dit mislukte, werd Juntoku gedwongen tot aftreden en verbannen naar het eiland Sado. Daar bleef hij tot aan zijn dood in 1242.
* Regent Jingu staat niet op de traditionele lijst.